# جام کنفدراسیون‌ها ۲۰۱۷
جام کنفدراسیون‌ها ۲۰۱۷ (به انگلیسی: 2017 FIFA Confederations Cup) دهمین و آخرین دوره جام کنفدراسیون‌ها، یک تورنمنت بین‌المللی چهارساله فوتبال مردان بود که توسط فیفا برگزار شد. برگزاری این دوره به میزبانی کشور روسیه می‌باشد و از ۱۷ ژوئن تا ۲ ژوئیه به عنوان مقدماتی جام جهانی فوتبال ۲۰۱۸ برگزار شد.
روسیه در تاریخ ۲ دسامبر ۲۰۱۰ پس از آنکه به عنوان میزبان جام جهانی فوتبال ۲۰۱۸ معرفی شد، به عنوان میزبان این رقابت‌ها نیز انتخاب شد. مسابقات در چهار ورزشگاه متفاوت در چهار شهر: سن پترزبورگ، مسکو، کازان و سوچی برگزار شد؛ این نخستین بار بود که روسیه میزبان این تورنمنت می‌شد و سومین باری بود که جام کنفدراسیون‌ها در اروپا برگزار شد. روسیه، به عنوان میزبان به صورت خودکار برای این تورنمنت انتخاب شد. آن‌ها را شش قهرمان قهرمانی قاره‌های مختلف دنیا و قهرمان جام جهانی فوتبال ۲۰۱۴ یعنی آلمان همراهی می‌کردند.
مسابقات در نهایت در دو مرحله انجام می‌شود: مرحله گروهی و سپس مرحله حذفی. در مرحله گروهی، هر تیم در یک گروه چهار تیمه سه مسابقه انجام می‌دهد، سپس تیم اول و دوم هر دو گروه به مرحله حذفی راه پیدا می‌کنند. در مرحله حذفی که فقط شامل مرحله نیمه‌نهایی می‌باشد، دو تیم برتر هر گروه به صورت ضربدری به رقابت با هم می‌پردازند و برندگان دو بازی به مسابقه فینال صعود خواهند کرد؛ مسابقه رده‌بندی نیز بین دو تیم بازنده مرحله نیمه‌نهایی برگزار خواهد شد.
مدافع عنوان قهرمانی، برزیل که موفق شده‌است در سه دوره قبلی این رقابت‌ها (سال‌های ۲۰۰۵، ۲۰۰۹ و ۲۰۱۳) قهرمان شود، در مرحله یک‌چهارم نهایی کوپا آمریکا ۲۰۱۵ در ضربات پنالتی مقابل پاراگوئه مغلوب شد و نتوانست جواز حضور در این رقابت‌ها را کسب کند (برای نخستین بار از سال ۱۹۹۵). قهرمان جام ملت‌های آسیا ۲۰۱۵، استرالیا توانست عنوان نخستین تیمی که موفق به کسب جواز حضور در این رقابت‌ها شد را به خودش اختصاص دهد؛ این در حالی است که تمامی حضورهای قبلی استرالیا به عنوان قهرمان کنفدراسیون اقیانوسیه بوده‌است (سال‌های ۱۹۹۷، ۲۰۰۱ و ۲۰۰۵). این نخستین حضور این تیم به عنوان نماینده و قهرمان کنفدراسیون آسیا می‌باشد. ضمن اینکه این دوره نخستین دوره جام کنفدراسیون‌ها است که از امکان کمک داور ویدئویی (VARs) استفاده می‌شود.

## تیم‌های راه یافته
| کشور     | کنفدراسیون | راه یافته به عنوان               | راه یافته در تاریخ | حضورهای پیشین در رقابت۱                |
| -------- | ---------- | -------------------------------- | ------------------ | -------------------------------------- |
| روسیه    | یوفا       | میزبان جام جهانی فوتبال ۲۰۱۸     | ۲ دسامبر ۲۰۱۰      | ۰ (نخستین حضور)                        |
| آلمان    | یوفا       | قهرمان جام جهانی فوتبال ۲۰۱۴     | ۱۳ ژوئیه ۲۰۱۴      | ۲ (۱۹۹۹, ۲۰۰۵)                         |
| استرالیا | ای‌اف‌سی۲    | قهرمان جام ملت‌های آسیا ۲۰۱۵      | ۳۱ ژانویه ۲۰۱۵     | ۳ (۱۹۹۷, ۲۰۰۱, ۲۰۰۵)                   |
| شیلی     | کونمبول    | قهرمان کوپا آمریکا ۲۰۱۵          | ۴ ژوئیه ۲۰۱۵       | ۰ (نخستین حضور)                        |
| مکزیک    | کونکاکاف   | قهرمان جام کونکاکاف ۲۰۱۵         | ۱۰ اکتبر ۲۰۱۵      | ۶ (۱۹۹۵, ۱۹۹۷, ۱۹۹۹, ۲۰۰۱, ۲۰۰۵, ۲۰۱۳) |
| نیوزیلند | اواف‌سی     | قهرمان جام ملت‌های اقیانوسیه ۲۰۱۶ | ۱۱ ژوئن ۲۰۱۶       | ۳ (۱۹۹۹, ۲۰۰۳, ۲۰۰۹)                   |
| پرتغال   | یوفا       | قهرمان جام ملت‌های اروپا ۲۰۱۶     | ۱۰ ژوئیه ۲۰۱۶      | ۰ (نخستین حضور)                        |
| کامرون   | سی‌ای‌اف     | قهرمان جام ملت‌های آفریقا ۲۰۱۷    | ۵ فوریه ۲۰۱۷       | ۲ (۲۰۰۱ , ۲۰۰۳)                        |

۱ پررنگ نمایانگر قهرمانی در آن دوره می‌باشد. مورب نمایانگر میزبان بودن در آن دوره می‌باشد.
۲ تمامی حضورهای قبلی استرالیا به عنوان قهرمان کنفدراسیون اقیانوسیه بوده‌است. این نخستین حضور این تیم به عنوان نماینده و قهرمان کنفدراسیون آسیا می‌باشد.

## ورزشگاه
چهار شهر که ورزشگاه‌های آن برای جام کنفدراسیون‌ها ۲۰۱۷ در نظر گرفته شده‌است.
| ورزشگاه کرستوفسکی             | اوتکریتیه آرنا      |
| گنجایش: ۶۸٬۱۳۴ (ورزشگاه تازه) | گنجایش: ۴۵٬۳۶۰      |
|                               |                     |
| قازان                         | سوچی                |
| ورزشگاه کازان آرنا            | ورزشگاه المپیک فیشت |
| گنجایش: ۴۵٬۰۱۵                | گنجایش: ۴۷٬۶۵۹      |
|                               |                     |

## مسئولین مسابقات
در مجموع ۹ داور (یک داور وسط و ۲ کمک‌داور)، یک داور ذخیره و ۸ داور بازبین ویدئویی برای مسابقات انتخاب شدند.
| کنفدراسیون | نام داور وسط   | نام کمک‌داور                        | نام داور ذخیره   | نام داور بازبین ویدئویی                      |
| ---------- | -------------- | ---------------------------------- | ---------------- | -------------------------------------------- |
| ای‌اف‌سی     | فهد المرداسی   | عبدالله الشلاوی محمد الاباکری      | –                | روشن ایرماتوف                                |
| ای‌اف‌سی     | علیرضا فغانی   | رضا سخندان محمدرضا منصوری          | –                | روشن ایرماتوف                                |
| سی‌ای‌اف     | باکاری گاساما  | ژان کلود برومشاهو ماروا رنج        | –                | مالانگ دییهو                                 |
| کونکاکاف   | مارک گایگر     | جو فلچر چارلز جاستین مورگانت       | –                | جیر ماررووف                                  |
| کونمبول    | نستور پیتانا   | هرن میادانا خوان پابلو بلاتتی      | –                | انریکه کاسرس ساندرو ریسی                     |
| کونمبول    | ویلمار رولدان  | الکساندرز گوژمان کریستین د لا کروز | –                | انریکه کاسرس ساندرو ریسی                     |
| اواف‌سی     | –              | –                                  | عبدالکادر زیتونی | –                                            |
| یوفا       | میلوراد ماژیچ  | میلوان ریستیچ دالیبور سوردیوچ      | –                | آرتور سورائس دیاز اوویدیو هاتگان کلمن تورپین |
| یوفا       | جانلوکا روکی   | النیتو دی لیبراتور مورو تونولینی   | –                | آرتور سورائس دیاز اوویدیو هاتگان کلمن تورپین |
| یوفا       | دامیر اسکومینا | یور پراپروتنیک رابرت واکان         | –                | آرتور سورائس دیاز اوویدیو هاتگان کلمن تورپین |

## توپ مسابقات
توپ رسمی مسابقات توسط آدیداس طراحی و تولید شد و «کراساوا» (به انگلیسی: Krasava) که یک کلمه عامیانه روسی به معنای «زیبا» یا «عالی» است نام گرفت.

## مرحله گروهی

### گروه A
| تیم      | بازی | برد | تساوی | باخت | گل زده | گل خورده | تفاضل گل | امتیاز |
| -------- | ---- | --- | ----- | ---- | ------ | -------- | -------- | ------ |
| پرتغال   | 3    | 2   | 1     | 0    | 7      | 2        | +5       | 7      |
| مکزیک    | 3    | 2   | 1     | 0    | 6      | 4        | +2       | 7      |
| روسیه    | 3    | 1   | 0     | 2    | 3      | 3        | 0        | 3      |
| نیوزیلند | 3    | 0   | 0     | 3    | 1      | 8        | −7       | 0      |

| روسیه                                | ۲–۰   | نیوزیلند |
| ------------------------------------ | ----- | -------- |
| باکسال ۳۱'(گل به خودی) · اسمولوف ۶۹' | گزارش |          |

| پرتغال                  | ۲–۲   | مکزیک                      |
| ----------------------- | ----- | -------------------------- |
| کوارشما ۳۱' · سدریک ۸۶' | گزارش | چیچاریتو ۴۲' · مورنو ۹۰+۱' |

| روسیه | ۰–۱   | پرتغال     |
| ----- | ----- | ---------- |
|       | گزارش | رونالدو ۸' |

| مکزیک                  | ۲–۱   | نیوزیلند |
| ---------------------- | ----- | -------- |
| خیمنز ۵۴' · پرالتا ۷۲' | گزارش | وود ۴۲'  |

| مکزیک                    | ۲–۱   | روسیه     |
| ------------------------ | ----- | --------- |
| هرناندز ۳۰' · لوزانو ۵۲' | گزارش | صمدوف ۲۵' |

| نیوزیلند | ۰–۴   | پرتغال                                                          |
| -------- | ----- | --------------------------------------------------------------- |
|          | گزارش | رونالدو ۳۳' (پنالتی) · ب. سیلوا ۳۷' · آ. سیلوا ۸۰' · نانی ۹۰+۱' |

### گروه B
| تیم      | بازی | برد | تساوی | باخت | گل زده | گل خورده | تفاضل گل | امتیاز |
| -------- | ---- | --- | ----- | ---- | ------ | -------- | -------- | ------ |
| آلمان    | 3    | 2   | 1     | 0    | 7      | 4        | +3       | 7      |
| شیلی     | 3    | 1   | 2     | 0    | 4      | 2        | +2       | 5      |
| استرالیا | 3    | 0   | 2     | 1    | 4      | 5        | −1       | 2      |
| کامرون   | 3    | 0   | 1     | 2    | 2      | 6        | −4       | 1      |

| کامرون | ۰–۲   | شیلی                     |
| ------ | ----- | ------------------------ |
|        | گزارش | ویدال ۸۱' · وارگاس ۹۰+۱' |

| استرالیا              | ۲–۳   | آلمان                                  |
| --------------------- | ----- | -------------------------------------- |
| روگیچ ۴۱' · جوریچ ۵۶' | گزارش | اشتیندل ۵' · دراکسلر ۴۴' · گورتزکا ۴۸' |

| کامرون        | ۱–۱   | استرالیا             |
| ------------- | ----- | -------------------- |
| آنگویسا ۴۵+۱' | گزارش | میلیگان ۶۰' (پنالتی) |

| آلمان       | ۱–۱   | شیلی     |
| ----------- | ----- | -------- |
| اشتیندل ۴۱' | گزارش | سانچز ۶' |

| آلمان                       | ۳–۱   | کامرون     |
| --------------------------- | ----- | ---------- |
| دمیربای ۴۸' · ورنر ۶۶'، ۸۱' | گزارش | ابوبکر ۷۸' |

| شیلی        | ۱–۱   | استرالیا   |
| ----------- | ----- | ---------- |
| رودریگز ۶۷' | گزارش | ترویسی ۴۲' |

## مرحله حذفی
|  | نیمه‌نهایی‌       | نیمه‌نهایی‌      |   |                | نهایی                 | نهایی |  |
|  |                 |                |   |                |                       |       |  |
|  | ۲۸ ژوئن — کازان |                |   |                |                       |       |  |
|  | پرتغال          | ۰ (۰)          |   |                |                       |       |  |
|  | شیلی            | ۰ (۳)          |   |                |                       |       |  |
|  |                 |                |   |                |                       |       |  |
|  |                 |                |   |                | ۲ ژوئیه — سن پترزبورگ |       |  |
|  |                 |                |   |                | شیلی                  | ۰     |  |
|  |                 | آلمان          | ۱ |                |                       |       |  |
|  |                 |                |   |                |                       |       |  |
|  |                 |                |   |                |                       |       |  |
|  |                 |                |   |                | مقام سومی             |       |  |
|  | ۲۹ ژوئن — سوچی  | ۲۹ ژوئن — سوچی |   | ۲ ژوئیه — مسکو | ۲ ژوئیه — مسکو        |       |  |
|  | آلمان           | ۴              |   | پرتغال         | ۲                     |       |  |
|  | مکزیک           | ۱              |   |                | مکزیک                 | ۱     |  |

### نیمه نهایی
| پرتغال                   | ۰–۰ (و.ا.) | شیلی                    |
| ------------------------ | ---------- | ----------------------- |
|                          | گزارش      |                         |
| ضربات پنالتی             |            |                         |
| کوارشما · موتینیو · نانی | ۰–۳        | ویدال · آرانگیز · سانچز |

| آلمان                                  | ۴–۱   | مکزیک      |
| -------------------------------------- | ----- | ---------- |
| گورتزکا ۶'، ۸' · ورنر ۵۹' · یونس ۹۰+۱' | گزارش | فابیان ۸۹' |

### رده‌بندی
| پرتغال                          | ۲–۱ (و.ا.) | مکزیک                |
| ------------------------------- | ---------- | -------------------- |
| پپه ۹۰+۱' · آدرین ۱۰۴' (پنالتی) | گزارش      | نتو ۵۴' (گل به خودی) |

### فینال
| شیلی | ۰–۱   | آلمان       |
| ---- | ----- | ----------- |
|      | گزارش | اشتیندل ۲۰' |

## رده‌بندی نهایی
| رتبه                   | تیم      | گ | بازی | ب | م | ب | گ‌ز | گ‌خ | ت‌گ | امتیاز |
| ---------------------- | -------- | - | ---- | - | - | - | -- | -- | -- | ------ |
| ۱                      | آلمان    | B | ۵    | ۴ | ۱ | ۰ | ۱۲ | ۵  | ۷+ | ۱۳     |
| ۲                      | شیلی     | B | ۵    | ۲ | ۲ | ۱ | ۷  | ۳  | ۴+ | ۸      |
| ۳                      | پرتغال   | A | ۵    | ۳ | ۱ | ۱ | ۹  | ۶  | ۳+ | ۱۰     |
| ۴                      | مکزیک    | A | ۵    | ۲ | ۱ | ۲ | ۸  | ۱۰ | ۲– | ۷      |
| حذف شده در مرحله گروهی |          |   |      |   |   |   |    |    |    |        |
| ۵                      | روسیه    | A | ۳    | ۱ | ۰ | ۲ | ۳  | ۳  | ۰  | ۳      |
| ۶                      | استرالیا | B | ۳    | ۰ | ۲ | ۱ | ۴  | ۵  | ۱− | ۲      |
| ۷                      | کامرون   | B | ۳    | ۰ | ۱ | ۲ | ۲  | ۶  | ۴– | ۱      |
| ۸                      | نیوزیلند | A | ۳    | ۰ | ۰ | ۳ | ۱  | ۸  | ۷– | ۰      |

### قهرمان
| قهرمان جام کنفدراسیون‌ها ۲۰۱۷ |
| ---------------------------- |
| آلمان                        |
| آلمان نخستین قهرمانی         |

## جوایز
جوایز زیر در پایان رقابت‌ها داده شد. آدیداس اسپانسر جوایز بود.
| توپ طلا            | توپ نقره       | توپ برنز       |
| ------------------ | -------------- | -------------- |
| یولیان دراکسلر     | الکسیس سانچز   | لئون گورتزکا   |
| کفش طلا            | کفش نقره       | کفش نقره       |
| تیمو ورنر          | لئون گورتزکا   | لارس اشتیندل   |
| ۳ گل، ۲ پاس گل     | ۳ گل، ۰ پاس گل | ۳ گل، ۰ پاس گل |
| دستکش طلا          |                |                |
| کلادیو براوو       |                |                |
| جایزه فایرپلی فیفا |                |                |
| آلمان              |                |                |

## آمار مسابقات

### جدول گلزنان
۴۳ گل در ۱۶ بازی به ثمر رسید؛ میانگین ۲٫۶۹ گل در هر بازی.
۳ گل
- لئون گورتزکا
- لارس اشتیندل
- تیمو ورنر

۲ گل
- کریستیانو رونالدو

۱ گل
- تامی جوریچ
- مارک میلیگان
- تام روگیچ
- جیمز ترویسی
- وینسنت ابوبکر
- زامبو آنگویسا
- مارتین رودریگز
- الکسیس سانچز
- ادواردو وارگاس
- آرتورو ویدال
- کریم دمیربای
- یولیان دراکسلر
- امین یونس
- نستور آروئوجو
- مارکو فابیان
- خاویر ارناندس
- رائول خیمنز
- هیروینگ لوزانو
- هکتور مورنو
- اوریبه پرالتا
- کریس وود
- آدرین سیلوا
- سدریک
- نانی
- پپه
- ریکاردو کوارشما
- آندره سیلوا
- برناردو سیلوا
- الکساندر صمدوف
- فیودور اسمولوف

۱ گل به خودی
- مایکل باکسال (مقابل روسیه)
- لوئیس نتو (مقابل مکزیک)

منبع: فیفا